# Kénaf
Hibiscus cannabinus
Espèce
Classification phylogénétique
Le kénaf (Hibiscus cannabinus L.), aussi appelé « chanvre du Deccan », est une espèce de plantes à fleurs de la famille des Malvaceae. C'est une plante annuelle originaire d'Afrique.
La longue tige érigée du kénaf (pouvant faire jusqu’à 5 m en culture) fournit des fibres libériennes utilisées dans l'industrie des ficelles, cordes et toiles grossières ainsi que des biocomposites. En Afrique, les pousses et les jeunes pousses sont consommés comme des légumes.

## Nomenclature et étymologie
L’espèce a été nommée Hibiscus cannabinus par Carl von Linné dans Systema naturae, Editio Decima 2: 1149 en 1759.
Le nom de genre Hibiscus est emprunté au latin impérial hibiscum « guimauve ».
L’épithète spécifique cannabinus est emprunté au latin, dérivé de cannabis (grec κάνναβις) « chanvre » + suffixe, « semblable au chanvre », en raison d’une certaine ressemblance de sa feuille avec celle du chanvre Cannabis sativa (bien qu’ils appartiennent à des familles différentes).
Le terme français kénaf est emprunté au persan کنف, kanaf, apparenté au cannabis.

## Noms vernaculaires
Le kénaf porte de très nombreux noms, plus de 129 à travers le monde, rien qu’en français on a: chanvre de Bombay, chanvre du Deccan, chanvre de Guinée, chanvre de Gambo, chanvre de roselle, jute de Java, jute de Siam, kénaf, ketmie à feuilles de chanvre (Belgique), roselle.

## Synonymes
Selon POWO, les synonymes sont :
- Abelmoschus congener Walp.
- Abelmoschus verrucosus Walp.
- Furcaria cannabina Ulbr.
- Furcaria cavanillesii Kostel.
- Hibiscus malangensis Baker f.
- Hibiscus vanderystii De Wild.

## Description

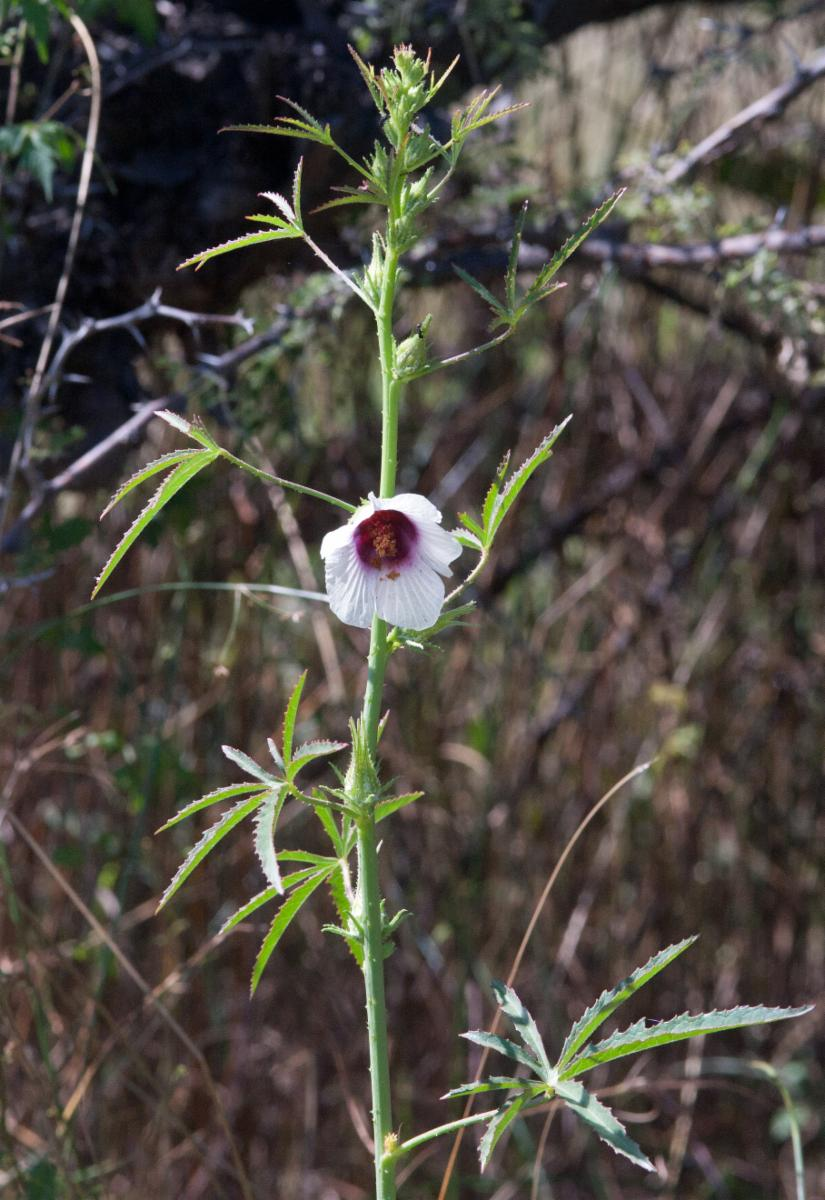
Kénaf, tige, feuilles palmatiséquées, fleur axillaire.

Le kénaf est une plante herbacée annuelle ou vivace pouvant atteindre 3 m de haut à l’état sauvage et jusqu’à 5 m pour les cultivars. Il est constitué d’une tige érigée, fine, cylindrique, de 1 à 2 cm de diamètre, souvent ramifiée, épineuse chez les formes sauvages, ancrée dans le sol par une racine pivotante.
La feuille simple comporte des stipules filiformes, soyeuse, de 5–8 mm de long, un pétiole de 3–30 cm de long, et un limbe de 1–19 cm de long sur 0,1–20 cm de large, très faiblement à très fortement 3–7-palmatilobé dans la partie inférieure de la plante, souvent non lobé dans la partie supérieure et même bractéiforme vers l’apex, à base cunéiforme à cordé, à bords dentés ou dentés en scie. À la base de la nervure médiane, se trouve un nectaire proéminent de 3 mm de long.
Les grandes fleurs axillaires, solitaires ou parfois groupées près de l’apex de la plante, sont bisexuées, 5-mères, de 7,5–10 cm de diamètre, portée par un pédicelle de 2–6 mm de long, articulé à la base ; l’épicalice de 7–8 segments linéaires de 7–18 mm de long, persistant ; le calice campanulé avec des lobes acuminés à subcaudés de 1–2,5 cm de long (jusqu’à 3,5 cm chez les cultivars), est persistant, vert, avec des poils raides et un tomentum caractéristique, blanc laineux, avec une glande nectarifère proéminente sur chaque nervure médiane. Les pétales libres, habituellement étalés, sont tordus dans le sens des aiguilles d’une montre ou l’inverse, obovales, de 4–6 × 3–5 cm, avec la face extérieure pubescente à poils étoilés, habituellement crème à jaunes avec la base intérieure rouge, parfois bleue ou violette ; les étamines nombreuses, ont des filets unis en une colonne entourant le style, de 17–23 mm de long, rouge sombre, avec des anthères jaunes ou rouges ; l’ovaire supère est ovoïde, 5-loculaire, le style est ramifié en 3-5 branches. La floraison a lieu de l’été à l’automne.
Le fruit est une capsule à bec court, ovoïde, de 12–20 mm de long sur 11–15 mm de large, pubescente à poils densément apprimés, contenant 20–25(–35) graines trigones de couleur marron-gris.
Le kénaf et la roselle (Hibiscus sabdariffa) sont deux espèces de plantes proches fournisseuses de fibres qui sont apparentées au jute - ils appartiennent tous les trois à la famille des Malvaceae. Par contre, malgré la forme de sa feuille, le kénaf (ou Chanvre de Deccan) est assez éloigné sur le plan phylogénétique, du chanvre Cannabis sativa (voir leur positionnement respectif dans le cladogramme de la classification des papiers traditionnels chinois).

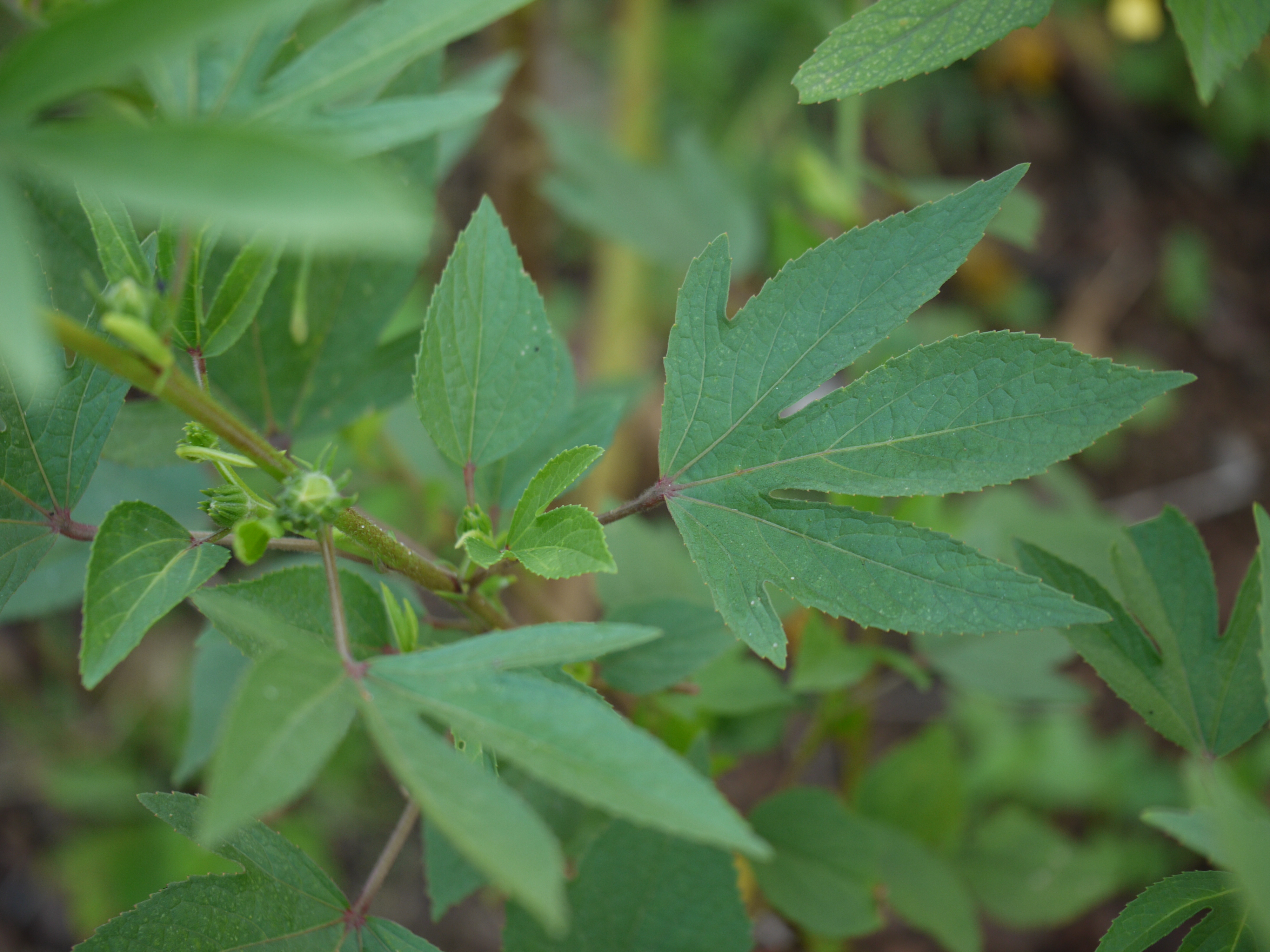
Feuille palmatilobée.
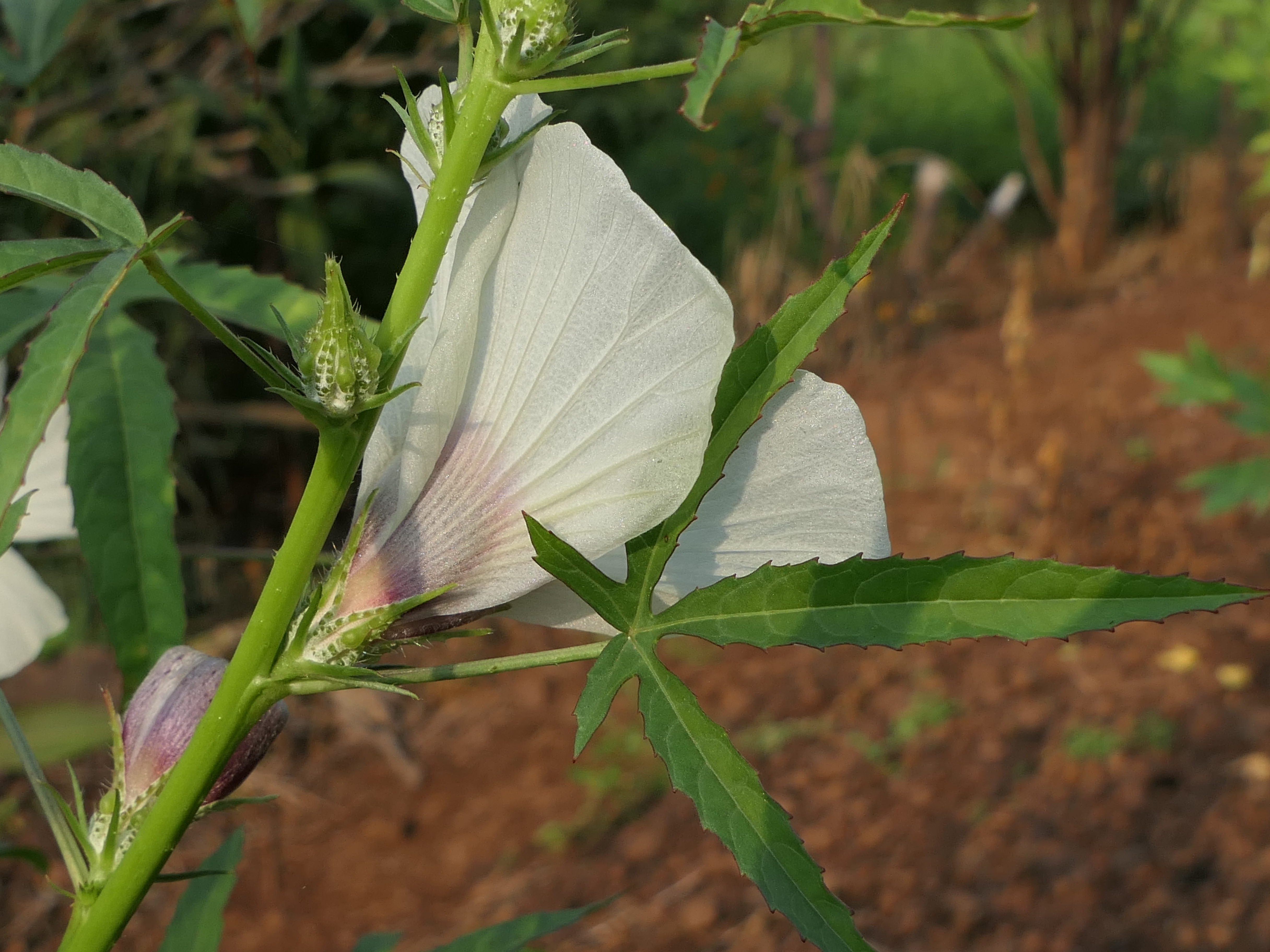
Fleurs axillaires.
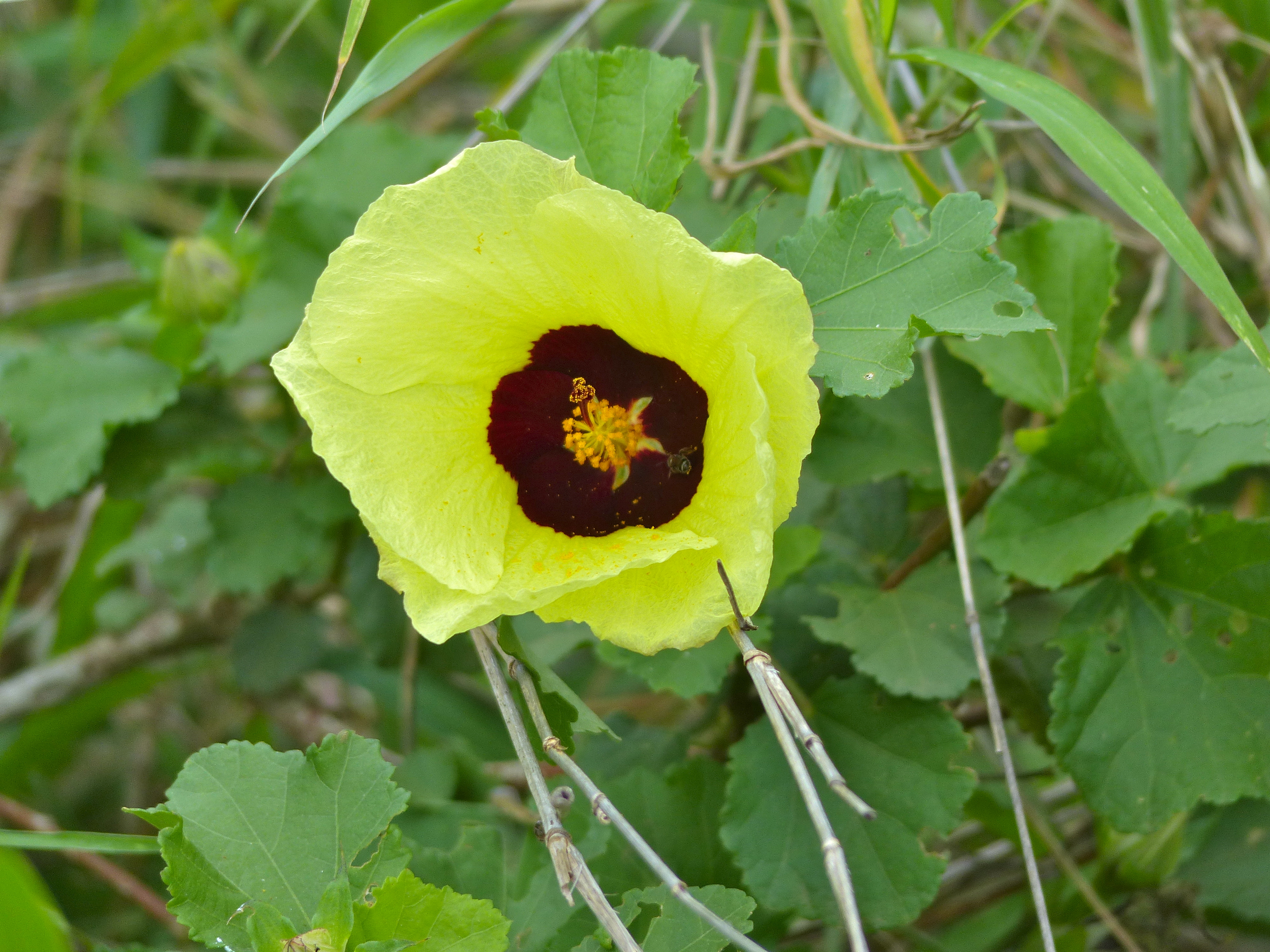
Fleur sauvage.
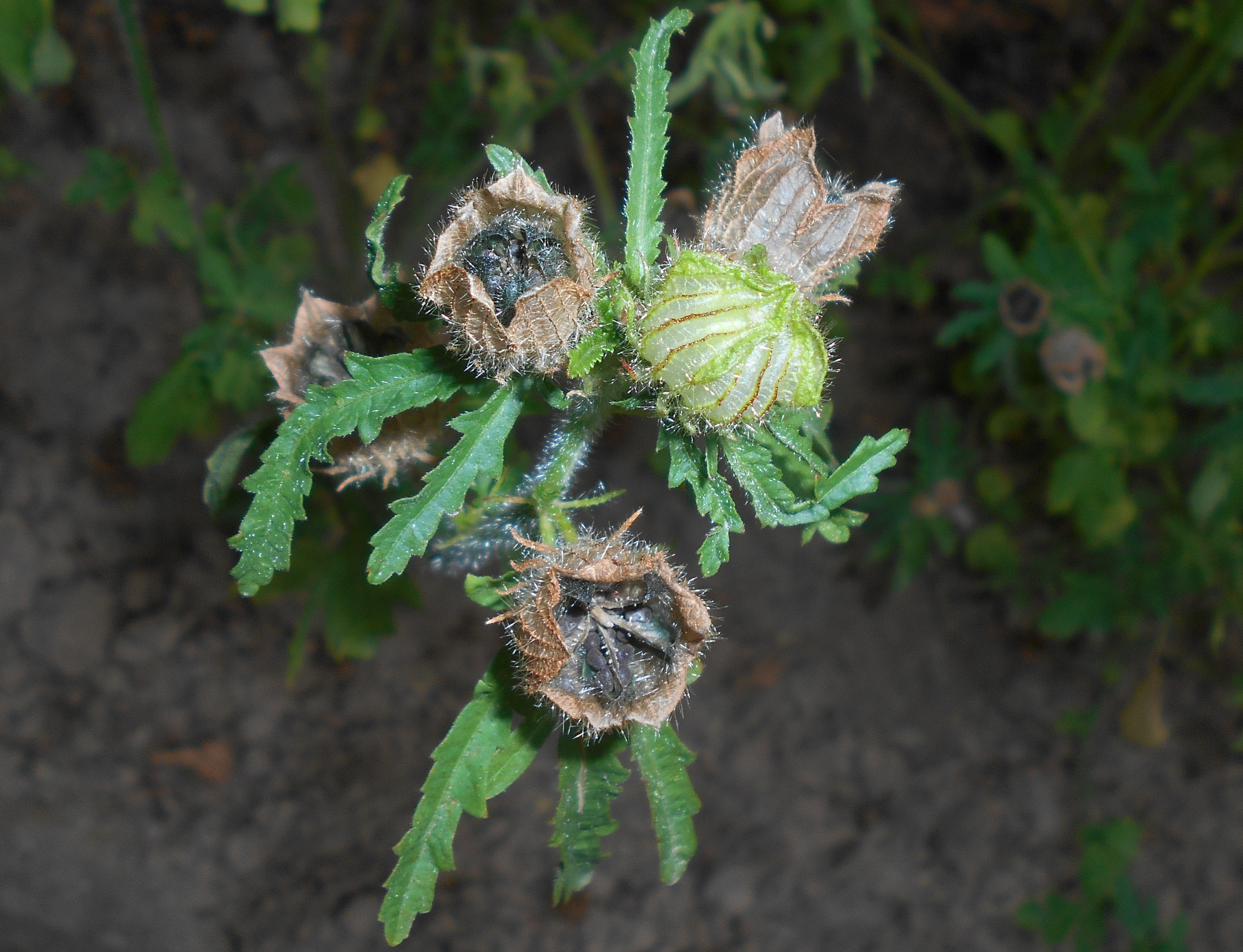
Capsules.

## Distribution
L’espèce est originaire d’Afrique. Elle est commune dans la plupart des pays africains au sud du Sahara. La distribution couvre la majeure partie de l’Afrique et s’étend au sud-ouest de la Péninsule arabique.
Elle est maintenant répandue dans les régions tropicales et subtropicales. Elle  a été introduite en Inde, Asie orientale (Chine, Japon, Corée), Asie du Sud-Est, Asie centrale (Kazakhstan, Turkménistan, Ouzbékistan), Iran, Afghanistan, Pakistan, Ukraine, Amérique du Sud (Venezuela, Pérou, Brésil SE), Guatemala.
Le kénaf est largement cultivé en Afrique, plus comme légume que comme plante à fibre.
Il pousse dans les prairies, les savanes arbustives, les prairies boisées et les lisières forestières, de 0 à 2 000 m.

## Culture
Le kénaf se cultive facilement dans les zones où la température diurne est entre 16 °C et 27 °C, avec des précipitations de 500–650 mm.
Le kénaf est habituellement multiplié par graines mais peut aussi l’être par boutures. La température optimale pour la germination des graines est de 35 °C. Pour la production de fibre, le kénaf est semé à la volée ou en ligne.
Le taux de croissance est rapide: il peut atteindre de 1,5 à 3,5 m en 100 à 125 jours.
Le kénaf potager demande 3–4 semaines depuis la levée jusqu’à la première récolte. En guise de premier éclaircissage, les plantes d’environ 20 cm sont arrachées et commercialisées avec leurs racines. Lorsque la culture de repousses est pratiquée, la deuxième récolte survient au stade de 6 semaines, 2–3 semaines après l’éclaircissage. 
Pour le kénaf à fibres, le meilleur moment de la récolte se situe quand 50 % des plantes sont en fleurs. Les plantes sont coupées au ras du sol et liées en bottes lâches qui sont dressées debout sur le champ pendant 2–3 jours pour assurer la défoliation et le séchage. Les tiges sont ensuite rouies dans de l’eau claire et presque stagnante pendant 10–15 jours à des températures d’environ 30 °C pour libérer les fibres de l’écorce. Après le rouissage, les fibres sont détachées manuellement de la tige, soigneusement lavées dans l’eau claire et bien séchées à l’abri du sable et de la poussière. Les fibres séchées sont transportées en balles brutes de 60–150 kg vers les usines de filage.

## Utilisations
Le kénaf est plus proche du jute (Corchorus) que du chanvre. Kénaf et jute font partie de la famille des Malvaceae alors que le chanvre est un Cannabaceae.
La fibre de kénaf se compose de la cellulose, composant majoritaire (45–57 %) ainsi que d’hémicellulose (21,5 %), de la lignine (8–13 % en poids), de la pectine (3-5% en poids) et de substances cireuses. La fibre de kénaf est rugueuse, rigide et a une faible capacité de filage.

### Alimentation
Le kénaf est un légume à haut rendement qui est de plus en plus apprécié sur les marchés urbains d’Afrique. Les pousses ou les jeunes feuilles, et parfois les fleurs et les jeunes fruits, sont cuisinés comme des légumes.
Pour le bétail, la jeune plante entière fournit un excellent fourrage.

### Huile
L'huile des graines est non comestible mais elle peut être utilisée dans l'industrie ainsi que dans les lampes à huile.
En Afrique, les graines des cultures de fibre sont utilisées pour en extraire l’huile, les résidus servant de fourrage. L’huile convient comme lubrifiant, pour l’éclairage et pour la fabrication de savon, de linoléum, de peintures et de vernis.
En Asie, le kénaf est cultivé surtout pour ses fibres et son huile utilisée dans l’industrie.

### Cordes, toiles
Le kénaf était cultivé en Égypte un millénaire avant notre ère pour la fabrication de cordages et d’étoffes (sacs, voiles).
La tige de kénaf est une source de fibres utilisées dans l’industrie des ficelles, des cordes, des textiles grossiers pour les sacs et des toiles d’emballage ; il existe divers cultivars à fibres avec des propriétés spéciales. La production de fibres de kénaf est relativement peu courante en Afrique, mais peut localement être importante comme dans le nord du Nigeria, au Niger et au Soudan où elle est utilisée pour des cordages, des ficelles, des lignes et des filets de pêche.
Dans toute l’Asie, le kénaf est cultivé pour ses fibres et son huile pour l’industrie.
Le kénaf produit une fibre libérienne similaire à celle du jute, mais avec une résistance à la traction plus grande, un peu plus grossière et plus cassante.
Les fibres libériennes de kénaf, de lin, chanvre, jute et ramie, servent à renforcer les pièces automobiles tout en réduisant leur poids.

### Papier
Comme nous avons vu, les tiges de kénaf peuvent être mises à rouir dans l’eau, pour libérer les fibres des tissus de l'écorce par l'action enzymatique des micro-organismes. Les fibres sont ensuite séparées manuellement de la tige, soigneusement lavées et séchées.
Le papier fait avec des fibres libériennes de kénaf préparées par voie chimique est plus résistant que le papier fabriqué à partir de pâte de bois résineux.
Les tiges entières de kénaf peuvent également être transportées directement du champ aux usines de fabrication de pâte à papier. Les tiges sont alors réduites directement en pâte avec succès grâce à une gamme de procédés chimiques, semi-chimiques et mécaniques.
Le kénaf est utilisé en Inde pour la fabrication du papier cigarette.
C’est une fibre papetière moderne au Japon.

### Biocomposite
Les biocomposites sont des matériaux composites formés d’une matrice de polymères renforcée par des fibres naturelles telles que des fibres de coton, de lin, de chanvre ou de kénaf.
L’industrie des transports (automobiles, chemin de fer, aérospatiale) et de la construction s’intéresse de plus en plus aux biocomposites parce que ce sont des matériaux renouvelables, bon marché, recyclables et biodégradables. Les fibres végétales peuvent absorber l’eau, ce qui entraine leur décomposition. Elles noircissent aussi à la lumière solaire. Elles sont donc moins durables que les fibres polymères synthétiques qui finissent par s'accumuler dans les océans.
Le kénaf est choisi comme un matériau alternatif pour la production de biocomposite en raison de ses propriétés de croissance rapide qui le rendent capable de fournir un grand volume de matière première dans une courte période de temps. En effet, trois mois après les semailles, le kénaf atteint une hauteur supérieure à 3 m et un diamètre de 3–5 cm.
- Inconvénients

Malgré sa croissance rapide et ses nombreux usages, le kénaf a aussi des inconvénients.
Les épines acérées de ses tiges le rendent difficile à manipuler. Sa grande vigueur est responsable de l’épuisement rapide des sols. Son enracinement en profondeur fait qu’il peut être difficile de s’en débarrasser.